# Таёжник
Таёжник — упразднённый посёлок в Северо-Енисейском районе Красноярского края России. На момент упразднения входил в состав Тейского поселкового совета. Упразднён в 1998 году.

## География
Располагался на ручье Церковный (приток реки Енашимо), на расстоянии приблизительно 11 км по прямой к юго-востоку от посёлка Тея.

## История
Возник как населённый пункт подсобного хозяйства «Таёжник». В хозяйстве выращивали овощи для всего Сверо-енисейского района, а также имелась ферма КРС.
В 1970—1980-е не выделялся в качестве самостоятельного населённого пункта.
Исключен из учётных данных постановлением губернатора Красноярского края от 6 мая 1998 года № 265-П в связи с выездом всех жителей для постоянного проживания в другие населенные пункты.